# 双桥酒
双桥酒是中國河南省鄭州市惠济区出产的一种白酒，乃以高粱为主料，用小麦、大麦等混蒸混烧，泥池老窖发酵等傳統方式酿成的浓香型白酒。当地酿酒历史始于唐初，盛于明清，生产的“双桥大曲”曾风靡一時。2013年双桥酒酿造技艺被列入郑州市非物质文化遗产保护名录。2021年2月20日，“双桥”品牌获得“河南老字号”。